# Margarida d'Hongria (emperadriu romana d'Orient)
|  | No s'ha de confondre amb la princesa hongaresa i santa Margarida d'Hongria. |

Margarida d'Hongria (Margit en hongarès; nascuda el 1175, viva el 1223) fou una emperadriu romana d'Orient per matrimoni amb Isaac II Àngel i reina de Tessalònica pel matrimoni amb Bonifaci I de Montferrat.

## Primers anys
Margarida era la filla gran de Béla III d'Hongria i la seva primera esposa Agnès d'Antioquia. Era una germana menor d'Emeric I d'Hongria. Els seus germans menors eren Andreu II d'Hongria i Constança d'Hongria. Dos altres germans, Salomó i Esteve, se citen en el treball de referència estàndard sobre la genealogia de l'aristocràcia europea medieval, "Europäische Stammtafeln" (1978–1995) de Detlev Schwennicke. Se suposa que van morir joves.

### Emperadriu
El gener de 1185, Margarida es va casar amb l'emperador romà d'Orient Isaac II Àngel, que volia una aliança políticament estratègica amb Hongria per tal de reforçar la seva reivindicació al tron. Després d'aquest matrimoni, Margarida va prendre el nom baptismal "Maria".
Amb Isaac va tenir dos fills:
- Manuel Àngel (mort el 1212), evidentment era el fill gran, i el 1205 es preveia que ascendís al tron romà d'Orient.[3]
- Joan Àngel (ca. 1193 - mort el 1259) Va emigrar a Hongria i va governar Sirmia i Bács (1227-42) com a vassall del rei Béla IV d'Hongria.

Isaac va ser deposat i cegat el 1195 pel seu germà Aleix III Àngel que aleshores va assumir el tron. Isaac va ser empresonat, però encara no és clar si Margarida també ho fou. El seu fillastre Aleix IV Àngel s'havia escapat i va anar a unir-se a les discussions militars que aviat havien de llançar la Quarta Croada. Allà, ell i altres van convèncer els croats perquè ataquessin Constantinoble per tal de deposar el seu oncle i restaurar el seu pare i ell mateix al tron. Això es va fer, però el seu regnat restaurat va tenir una vida curta, ja que els croats van prendre per a ells mateixos l'imperi.

### Reina de Tessalònica
El marit de Margarida, Isaac, va morir el febrer de 1204, "el final del qual va ser accelerat per la sort del seu fill", que va ser "estrangulat al seu calabós després que el verí no hagués aconseguit fer la seva feina".Quan When Bonifaci de Montferrat, comandant de les forces terrestres a la presa de Constantinoble, va prendre el palau de Boukoleon, es va trobar que Margarida s'havia refugiat allà.Bonifaci va ser un dels dos contendents proposats per ser elegit emperador, però va perdre davant Balduí IX, comte de Flandes. Com a compensació, se li van concedir "tots els territoris del costat asiàtic del Bòsfor i també de l'Illa de Griesse [el Peloponès]". La coronació del nou emperador va tenir lloc a l'església de Santa Sofia el 16 de maig de 1204. Més tard aquell any, a Constantinoble, la vídua Margarida, l'emperadriu vídua, es va casar amb Bonifaci de Montferrat i va tornar als ritus de l'església llatina.
Evidentment el mateix 1204, però després del seu nou matrimoni, Bonifaci va demanar que se li permetés d'intercanviar les seves terres a Àsia pel Regne de Tessalònica, que considerava més adequat per a un alineament polític amb el seu nou cunyat Andreu, aleshores regent d'Hongria que seria el seu veí, i el nou emperador va acceptar aquest intercanvi. Bonifaci, però, no gaudia dels seus dominis en pau, i s'ocupà en una guerra gairebé constant fins a la seva mort. La fillastra de Margarida, Agnès de Montferrat, es va casar amb el nou emperador, Enric I de Flandes, el febrer del 1207. El mateix any, Bonifaci tornava a Tessalònica quan va ser emboscat pels búlgars. Fou capturat viu, decapitat, i el seu cap fou enviat a Kaloian de Bulgària.
Amb Bonifaci, Margarida va tenir un fill:
- Demetri de Montferrat; el 1207 es va casar amb una germana del Senyor d'Atenes però no van tenir fills.

### Darrers anys
Bonifaci va morir el 1207, i va deixar un testament on designava Demetri com el seu successor a Tessalònica sota la regència de la seva mare. El seu fill Guillem de Montferrat, per un matrimoni anterior, el va succeir al marquesat de Montferrat. Tanmateix, un grup de nobles locals, dirigits per Umberto, comte de Biandrate, haurien preferit veure Guillem, el fill gran de Bonifaci, al tron de Tessalònica. Llavors Margarida va demanar ajut a l'emperador llatí Enric.
Quan aquest va arribar Tessalònica el 1207 per posar ordre al regne, els barons, dirigits per Umberto, li van tancar les portes de la ciutat, en considerar inadmissibles les demandes imperials. Enric va fingir acceptar les condicions d'Umberto i, tan bon punt va entrar a la ciutat, va coronar Demetri com a rei de Tessalònica (6 de gener de 1209). El papa Innocenci III va confirmar la coronació de Demetri. Tot i això, la situació no estava totalment resolta. Els barons es van negar a assistir a una reunió desitjada per Enric per reconciliar el Regne de Tessalònica, mentre l'emperador va situar el seu germà Eustaqui com a regent per al rei Demetri.
Umberto va fugir, però continuà conspirant a distància, i va tornar un cop més el 1216 per reclamar la regència. La reina vídua va tornar a demanar ajuda a l'emperador i Enric la hi va prometre, però inesperadament va morir a Tessalònica.Segons algunes fonts, Umberto feu enverinar l'emperador (altres van donar la culpa a la dona de l'emperador, Maria, filla del tsar búlgar Kaloian). El seu successor, Pere II de Courtenay, pare de la reina hongaresa Violant de Courtenay, condescendí a les reivindicacions dels nobles tessalònics, i nomenà Guillem VI rei de la ciutat. Mancada de suport polític, al voltant de 1216 Margarida va fugir a Hongria, i aparentment va deixar el seu fill Demetri a Tessalònica.
Es va casar per tercer cop amb Nicolau I de Sant Omer, que havia acompanyat el seu oncle a la croada, i se li va atorgar un feu a la Dòrida. També se l'anomena “Senyor de la Beòcia”. La data del matrimoni és incerta en la historiografia, ja que algunes fonts diuen que Nicolau de Sant Omer va morir abans del 1214, però alguns historiadors postulen la data del nou casament de l'emperadriu cap al 1217, fonamentada principalment en la reacció de Margarida al canvi polític de Tessalònica.
Amb Nicolau, Margarida és aparentment la mare dels seus dos fills coneguts:
- Béla de Sant Omer
- Guillem de Sant Omer, que es va casar però va morir sense fills.

El 30 de març de 1223, el papa Honori II va prendre Margarida sota la seva protecció, i va emetre un document que contenia una llista de les seves propietats.

## Mort
Margarida encara vivia el 1223. Aparentment, no se sap la data i el lloc exactes de la seva mort, ni la ubicació de la seva tomba.

## Ancestres
|  |                                              |  |  |  |  |  |  |  |  |  |  |  |  |  |  |  |
|  | 8. Béla II d'Hongria                         |  |  |  |  |  |  |  |  |  |  |  |  |  |  |  |
|  |                                              |  |  |  |  |  |  |  |  |  |  |  |  |  |  |  |
|  |                                              |  |  |  |  |  |  |  |  |  |  |  |  |  |  |  |
|  | 4. Géza II d'Hongria                         |  |  |  |  |  |  |  |  |  |  |  |  |  |  |  |
|  |                                              |  |  |  |  |  |  |  |  |  |  |  |  |  |  |  |
|  |                                              |  |  |  |  |  |  |  |  |  |  |  |  |  |  |  |
|  | 9. Helena de Rascia                          |  |  |  |  |  |  |  |  |  |  |  |  |  |  |  |
|  |                                              |  |  |  |  |  |  |  |  |  |  |  |  |  |  |  |
|  |                                              |  |  |  |  |  |  |  |  |  |  |  |  |  |  |  |
|  | 2. Béla III d'Hongria                        |  |  |  |  |  |  |  |  |  |  |  |  |  |  |  |
|  |                                              |  |  |  |  |  |  |  |  |  |  |  |  |  |  |  |
|  |                                              |  |  |  |  |  |  |  |  |  |  |  |  |  |  |  |
|  | 10. Gran Príncep Mstislav I de Kíev          |  |  |  |  |  |  |  |  |  |  |  |  |  |  |  |
|  |                                              |  |  |  |  |  |  |  |  |  |  |  |  |  |  |  |
|  |                                              |  |  |  |  |  |  |  |  |  |  |  |  |  |  |  |
|  | 5. Eufrosina de Kíev                         |  |  |  |  |  |  |  |  |  |  |  |  |  |  |  |
|  |                                              |  |  |  |  |  |  |  |  |  |  |  |  |  |  |  |
|  |                                              |  |  |  |  |  |  |  |  |  |  |  |  |  |  |  |
|  | 11. Ljubava Dmitrijevna                      |  |  |  |  |  |  |  |  |  |  |  |  |  |  |  |
|  |                                              |  |  |  |  |  |  |  |  |  |  |  |  |  |  |  |
|  |                                              |  |  |  |  |  |  |  |  |  |  |  |  |  |  |  |
|  | 1. Margarida d'Hongria                       |  |  |  |  |  |  |  |  |  |  |  |  |  |  |  |
|  |                                              |  |  |  |  |  |  |  |  |  |  |  |  |  |  |  |
|  |                                              |  |  |  |  |  |  |  |  |  |  |  |  |  |  |  |
|  | 12. Henri de Châtillon                       |  |  |  |  |  |  |  |  |  |  |  |  |  |  |  |
|  |                                              |  |  |  |  |  |  |  |  |  |  |  |  |  |  |  |
|  |                                              |  |  |  |  |  |  |  |  |  |  |  |  |  |  |  |
|  | 6. Reinald de Châtillon, príncep d'Antioquia |  |  |  |  |  |  |  |  |  |  |  |  |  |  |  |
|  |                                              |  |  |  |  |  |  |  |  |  |  |  |  |  |  |  |
|  |                                              |  |  |  |  |  |  |  |  |  |  |  |  |  |  |  |
|  | 13. Ermengarda de Montjay                    |  |  |  |  |  |  |  |  |  |  |  |  |  |  |  |
|  |                                              |  |  |  |  |  |  |  |  |  |  |  |  |  |  |  |
|  |                                              |  |  |  |  |  |  |  |  |  |  |  |  |  |  |  |
|  | 3. Agnès d'Antioquia                         |  |  |  |  |  |  |  |  |  |  |  |  |  |  |  |
|  |                                              |  |  |  |  |  |  |  |  |  |  |  |  |  |  |  |
|  |                                              |  |  |  |  |  |  |  |  |  |  |  |  |  |  |  |
|  | 14. Príncep Bohemon II d'Antioquia           |  |  |  |  |  |  |  |  |  |  |  |  |  |  |  |
|  |                                              |  |  |  |  |  |  |  |  |  |  |  |  |  |  |  |
|  |                                              |  |  |  |  |  |  |  |  |  |  |  |  |  |  |  |
|  | 7. Constança d'Antioquia                     |  |  |  |  |  |  |  |  |  |  |  |  |  |  |  |
|  |                                              |  |  |  |  |  |  |  |  |  |  |  |  |  |  |  |
|  |                                              |  |  |  |  |  |  |  |  |  |  |  |  |  |  |  |
|  | 15. Alícia de Jerusalem                      |  |  |  |  |  |  |  |  |  |  |  |  |  |  |  |
|  |                                              |  |  |  |  |  |  |  |  |  |  |  |  |  |  |  |
|  |                                              |  |  |  |  |  |  |  |  |  |  |  |  |  |  |  |